# Tollet
Tollet település Ausztriában, Felső-Ausztria tartományban, a Grieskircheni járásban, területe 9,6 km².

## Fekvése
Tengerszint feletti magassága 381 méter. Tollet Pötting, Michaelnbach, Pollham, Grieskirchen, Sankt Georgen bei Grieskirchen és Taufkirchen an der Trattnach településekkel határos.

## Népesség
Lakosainak száma 920 fő (2018. január 1.).